# クラグイェヴァツ
クラグイェヴァツ（セルビア語: Крагујевац/Kragujevac 発音: [krǎɡujeʋat͡s] ( 音声ファイル)）はセルビアのシュマディヤ地方の中心的な都市および基礎自治体で、シュマディヤ郡の行政的な中心である。レペニツァ川河畔に位置し、2011年の国勢調査によれば市の人口は150,835人で基礎自治体全体では179,417人であった。クラグイェヴァツは第一次セルビア蜂起（1818-1839）の時、最初の首都で、ミロシュ・オブレノヴィッチ1世が1835年に宣言を行っている。最初の本格的な大学が1838年に設立され、続いて最初のグラマースクール（ギムナジウム）や印刷所、国立劇場（Knjaževsko-srpski teatar）や軍アカデミーが設立された。1841年に首都の地位がベオグラードに移されている。クラグイェヴァツ大学は1976年まで再び設立されることはなかった。現在のクラグイェヴァツは武器や軍需用品、自動車産業のザスタバで知られている。

## 歴史

### 中世まで

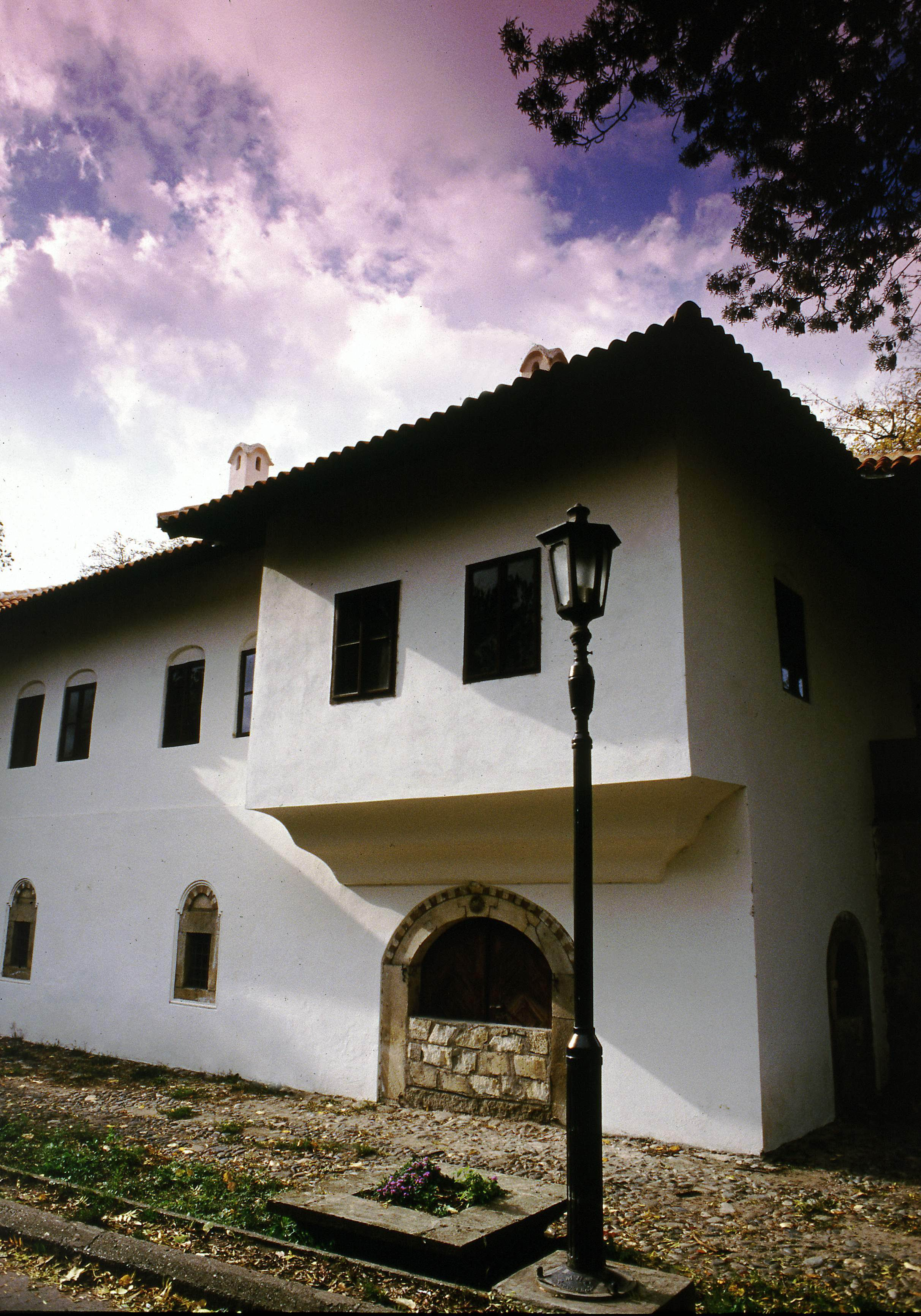
19世紀に建てられたトルコ風の建物アミドジャ・コナク

町の名前であるクラグイェヴァツは古いセルビアの言葉のクラグイ（"kraguj"）から来ており、これはタカなどの鳥の種類に使われる名称で「タカの巣の場所」を意味する。興味をひくものとして、古い地図にはKrakowの名称が表れている。クラグイェヴァツは多くの歴史的な激動を経験している。200を超える考古学的な場所がシャマディヤにはあり、最初の人の居住は40,000年以上前の旧石器時代に遡ることが確認されている。クラグイェヴァツが最初に言及されたのは中世で、公共の広場を集落に建設することに関連し町はトルコのタプ・デフテル（Tapu-Defter）に1476年言及された。15世紀から「クラグイェヴドザの村」（Kragujevdza）としてトルコの文書には言及されている。クラグイェヴァツはオスマン帝国時代（1459-1804）の間、ベオグラード・パシャルクの中心地であった。

### 19世紀から20世紀まで

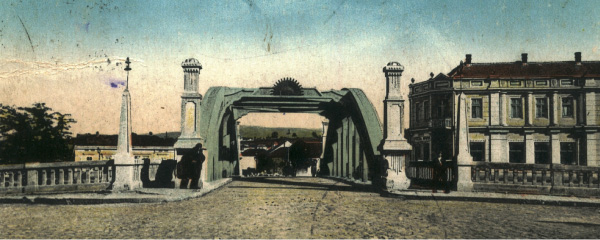
レプニツァ川に架かる古い橋

クラグイェヴァツは街道の交わる場所にあり、このことから歴史的に多くの戦乱に巻き込まれ、荒廃に見舞われた。都市が繁栄するようになったのはオスマン帝国から解放された1818年以降で、ミロシュ・オブレノヴィッチ1世によって新しいセルビア人国家セルビア公国の首都とアミドジャ・コナクが造られた。1835年には最初のセルビアの憲法が制定され、最初の独立した民主的選挙の考えがあった。1870年には最初の印刷機による法規がクラグイェヴァツに流通している。クラグイェヴァツは首都としてその当時の他の多くの欧州の国の首都のように近代的な発展をしていった。

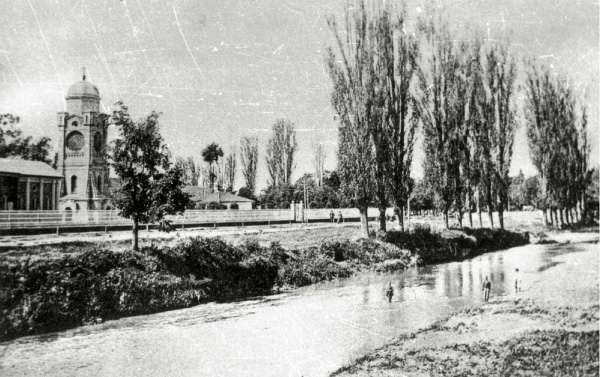
川沿いの新しい教会

同時代の政治的な影響から離れて、クラグイェヴァツはセルビアの文化や教育の中心となり、当時ギムナジウムなどの中等学校や、最初の薬局、印刷所など重要な機関が造られている。多くの国際的な学者や教授、科学者、政治家などを都市は集めていた。首都としての開発がすみずみまで進み、1841年に首都がベオグラードに移されてからのクラグイェヴァツの転換点は1851年で、この時大砲の工場が設立され製造を開始すると経済開発の新たな時代に入った。主要な産業は19世紀や20世紀を通じて軍事産業であった。1886年にはセルビアでは最大の輸出地点となり、当時ベオグラード-ニシュを結ぶ鉄道がクラグイェヴァツを通るようになった。新たな世紀は新しい戦争をもたらし、第一次世界大戦時ベオグラードがオーストリア軍の手により破壊されるとクラグイェヴァツに一時的に1914年から1915年にかけ首都が移され、多くの国家機関が拠点とし軍の最高司令部も司法機関の建物にあった。戦時中、クラグイェヴァツは人口の15%を失っている。

### 戦間期

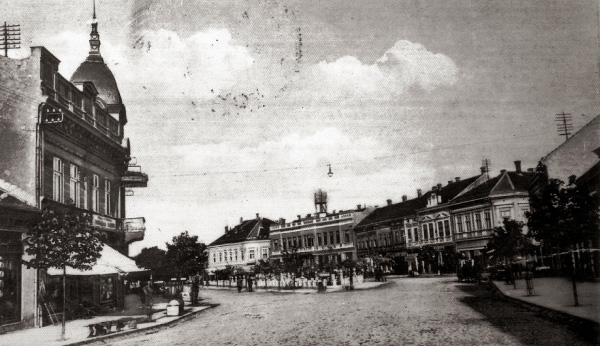
クラグイェヴァツのペタール王通り

社会的な現象としてはクラグイェヴァツの劇場の活動が戦間期に盛んになった。最初の文化的な行事は1918年にクラグイェヴァツが解放されてからで、グンドゥリツ劇場は設立されてから1シーズンだけ活動しベオグラードに移動した。1924年にベオグラードの演劇学院を規範にクラグイェヴァツにも学院が設立されている。これ以外にもクラグイェヴァツには多くの文化的な機関があり中央セルビアの文化的、産業的な集積地として発展していった。

### 第二次世界大戦とクラグイェヴァツの虐殺

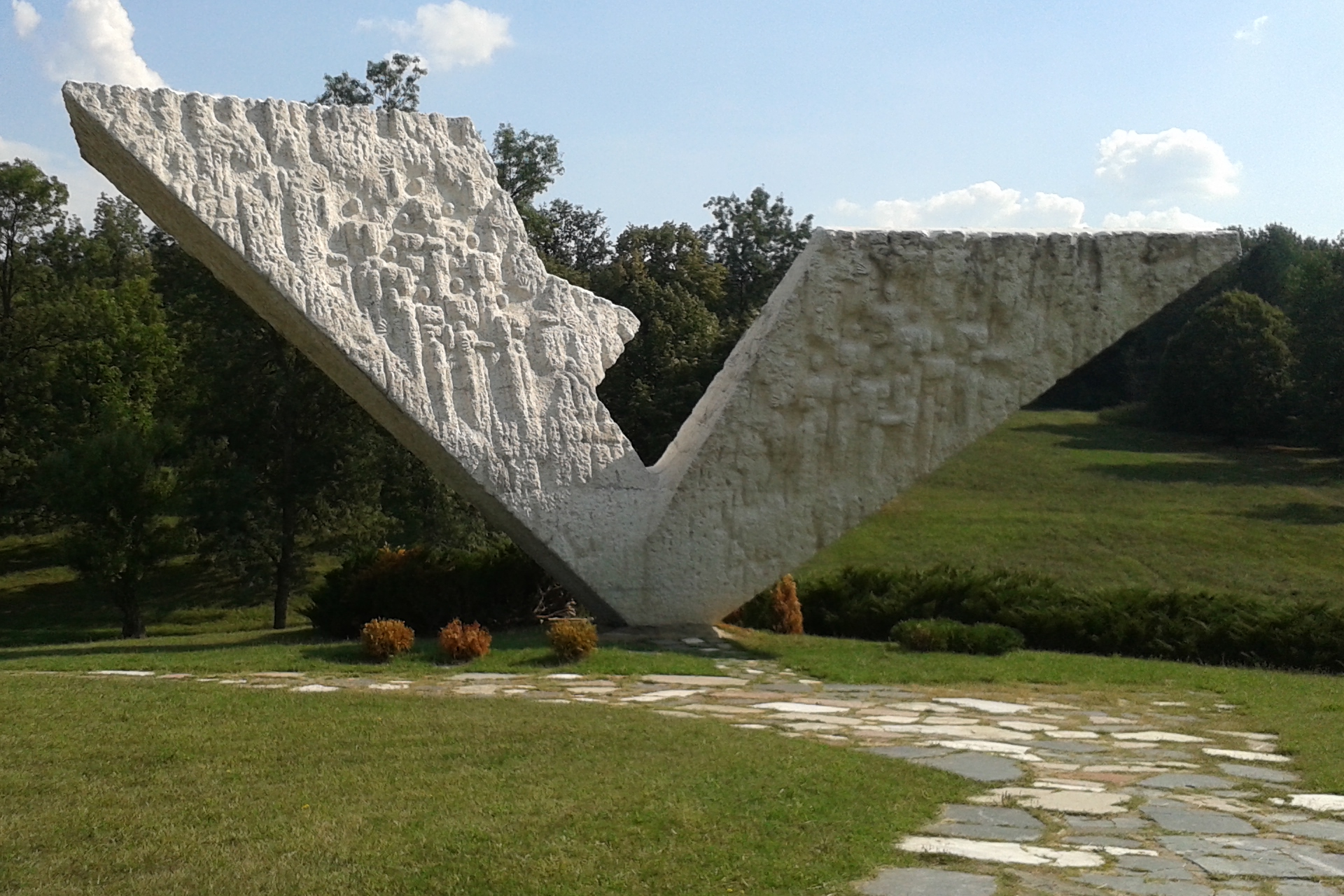
クラグイェヴァツの虐殺のモニュメント（スポメニック）

クラグイェヴァツでは第二次世界大戦中に2,300人から5,000人のセルビア人とロマの市民がナチの兵士により殺戮されるクラグイェヴァツの虐殺（10月の虐殺）が1941年10月19日から21日にかけ起こっている。
学芸員のスタニシャ・ブルキッチ（Staniša Brkić）は2007年に出版した本で、2,796人の犠牲者の氏名を載せている。この虐殺はドイツ兵に対するパルティザンの攻撃に対しての報復であった。処刑された生徒のモニュメントは市の象徴となっている。この残忍な虐殺からインスパイアされセルビア人詩人デサンカ・マクシモヴィッチにより"Krvava Bajka" （血の妖精の物語）と呼ばれる詩が作られている。

### 第二次世界大戦後
第二次世界大戦後、クラグイェヴァツではさらに工業化が進められた。主要な生産品にはバスなどの旅客用自動車、トラック、産業用の車両、狩猟用の銃器、工業用のチェーン、皮革、織物などである。町で最大の企業はザスタバで1万人以上を雇用している。1990年代はミロシェヴィッチによる一連のユーゴスラビア内やコソボの問題などで経済制裁が行われ1999年にはNATOによる空爆により経済的に疲弊していた。イタリアの自動車メーカフィアットとの取引が可能となり工場は再開したが、現在クラグイェヴァツでは幅広い失業の問題を抱えている。1976年以来、クラグイェヴァツでは大学の中心として成長している。クラグイェヴァツ大学は医学、技術、法律、経済、文献学、自然科学、数学など多くの学部がある。

## 行政
クラグイェヴァツは5つの行政区に分かれている。

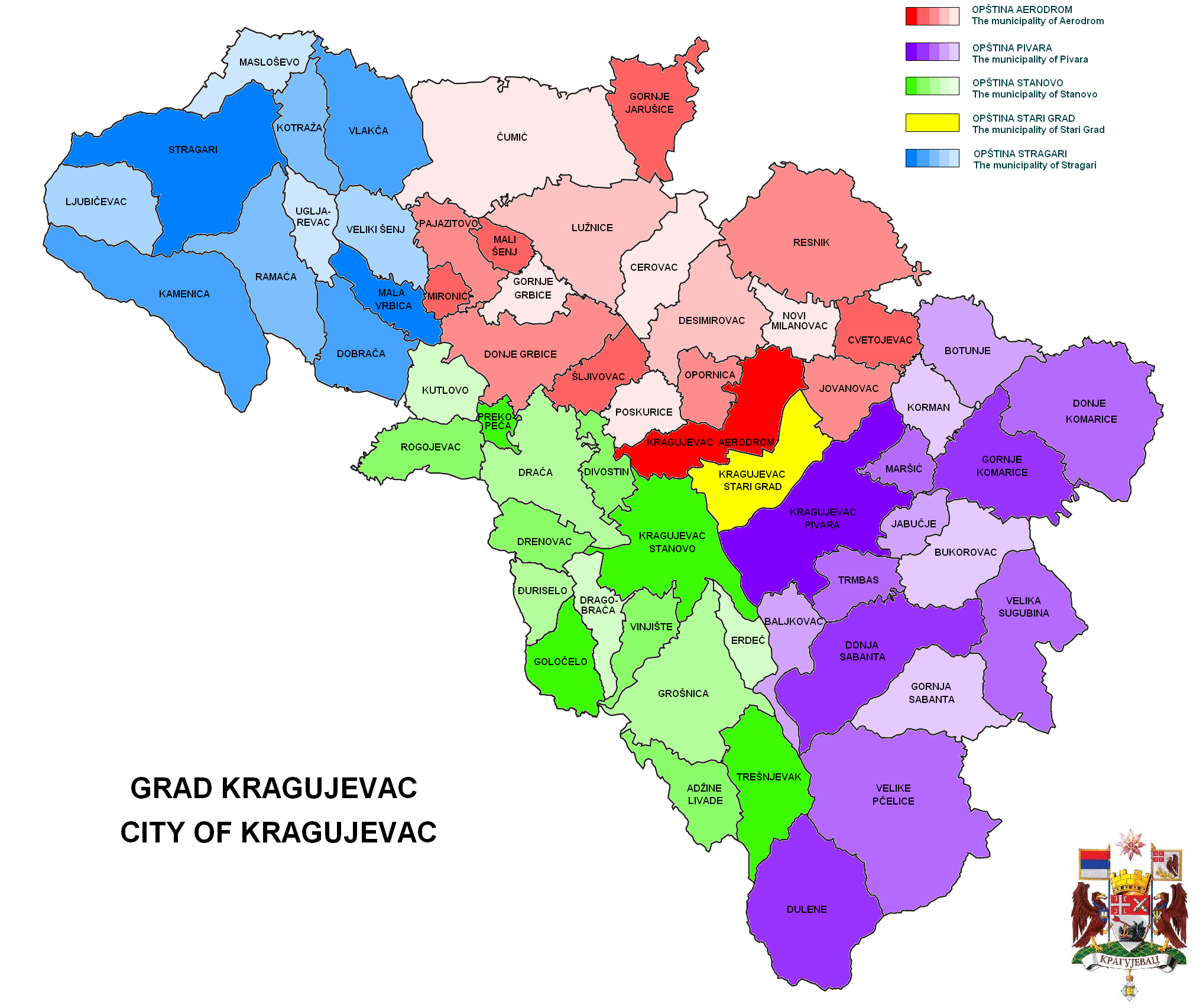
赤-アエロドロム、紫-ピヴァラ、緑-スタノヴォ、黄-スタリ・グラド、青-ストラガリ

- アエロドロム(Aerodrom - セルビア語で空港)
- ピヴァラ(Pivara)
- スタノヴォ(Stanovo)
- スタリ・グラド(Stari Grad - セルビア語で旧市街)
- ストラガリ(Stragari)

### 住区
| - Kragujevac - Adžine Livade - Baljkovac - Beloševac - Botunje - Bukorovac - Velika Sugubina - Velike Pčelice - Veliki Šenj - Vinjište - Vlakča - Goločelo - Gornja Sabanta - Gornje Grbice - Gornje Jarušice - Gornje Komarice - Grošnica | - Desimirovac - Divostin - Dobrača - Donja Sabanta - Donje Grbice - Donje Komarice - Dragobraća - Drača - Drenovac - Dulene - Đuriselo - Erdeč - Jabučje - Jovanovac - Kamenica - Korman - Kotraža | - Kutlovo - Lužnice - Ljubičevac - Mala Vrbica - Mali Šenj - Maršić - Masloševo - Mironić - Novi Milanovac - Opornica - Pajazitovo - Poskurice | - Prekopeča - Ramaća - Resnik - Rogojevac - Trešnjevak - Trmbas - Ugljarevac - Cvetojevac - Cerovac - Čumić - Šljivovac |

## 交通
クラグイェヴァツは他のセルビアとの都市間を結ぶ幹線道路網が比較的発達しており、現在ベオグラードとの間で高速道路の建設が進められている。市内交通では路線バスが中心部で発達している。

## ゆかりの人物
- ミラン・オブレノヴィッチ2世 - セルビア公
- ミハイロ・オブレノヴィッチ3世 - セルビア公
- トミスラヴ・ニコリッチ - 政治家
- プレドラグ・ジョルジェヴィッチ - 元サッカー選手
- ダンコ・ラゾビッチ - サッカー選手
- イェレナ・トマシェヴィッチ - 歌手、ユーロビジョン・ソング・コンテスト2008セルビア代表
- ネマニャ・トミッチ - サッカー選手
- マリヤ・シェリフォヴィッチ - 歌手。2007年のユーロビジョン・ソング・コンテストの優勝者。
- ラザル・ロシッチ - サッカー選手

## 姉妹都市・友好都市
- シュレンヌ、フランス
- ピテシュティ、ルーマニア
- オフリド、北マケドニア
- ブィドゴシュチュ、ポーランド
- ビェルスコ＝ビャワ、ポーランド
- スプリングフィールド、アメリカ合衆国
- レッジョ・エミリア、イタリア
- カルロヴァツ、クロアチア
- モギリョフ、ベラルーシ

- トレンチーン、スロバキア
- カッラーラ、イタリア
- バト・ヤム、イスラエル
- ドラマ、ギリシャ
- ハノーファー、ドイツ
- インゴルシュタット、ドイツ
- モスタル、ボスニア・ヘルツェゴビナ
- フォチャ、ボスニア・ヘルツェゴビナ
- バール、モンテネグロ
- オポーレ、ポーランド
- 信川郡、朝鮮民主主義人民共和国

## ギャラリー

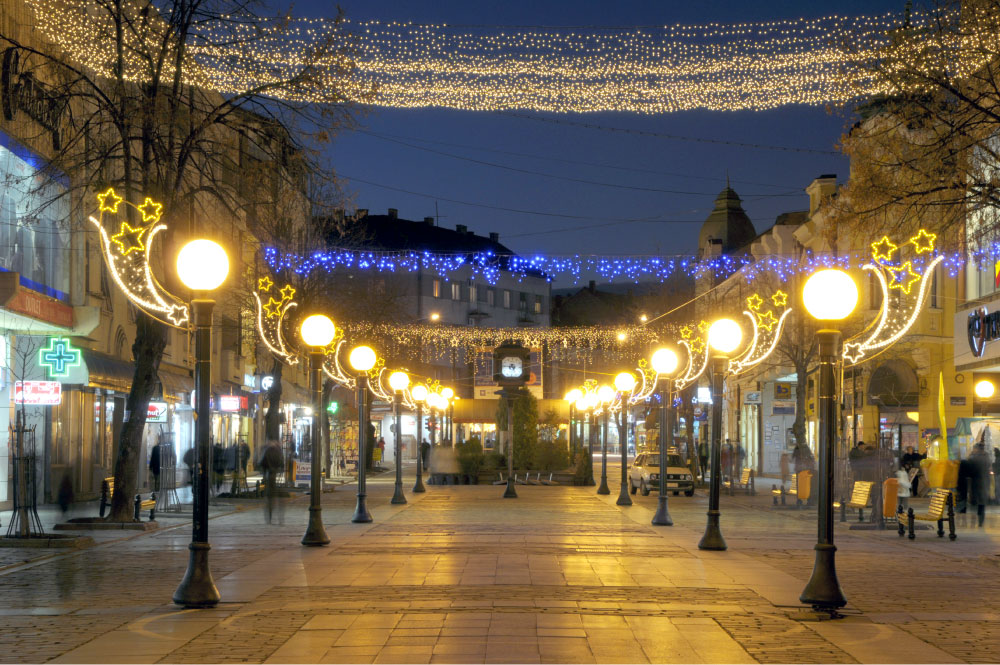
歩行者ゾーン
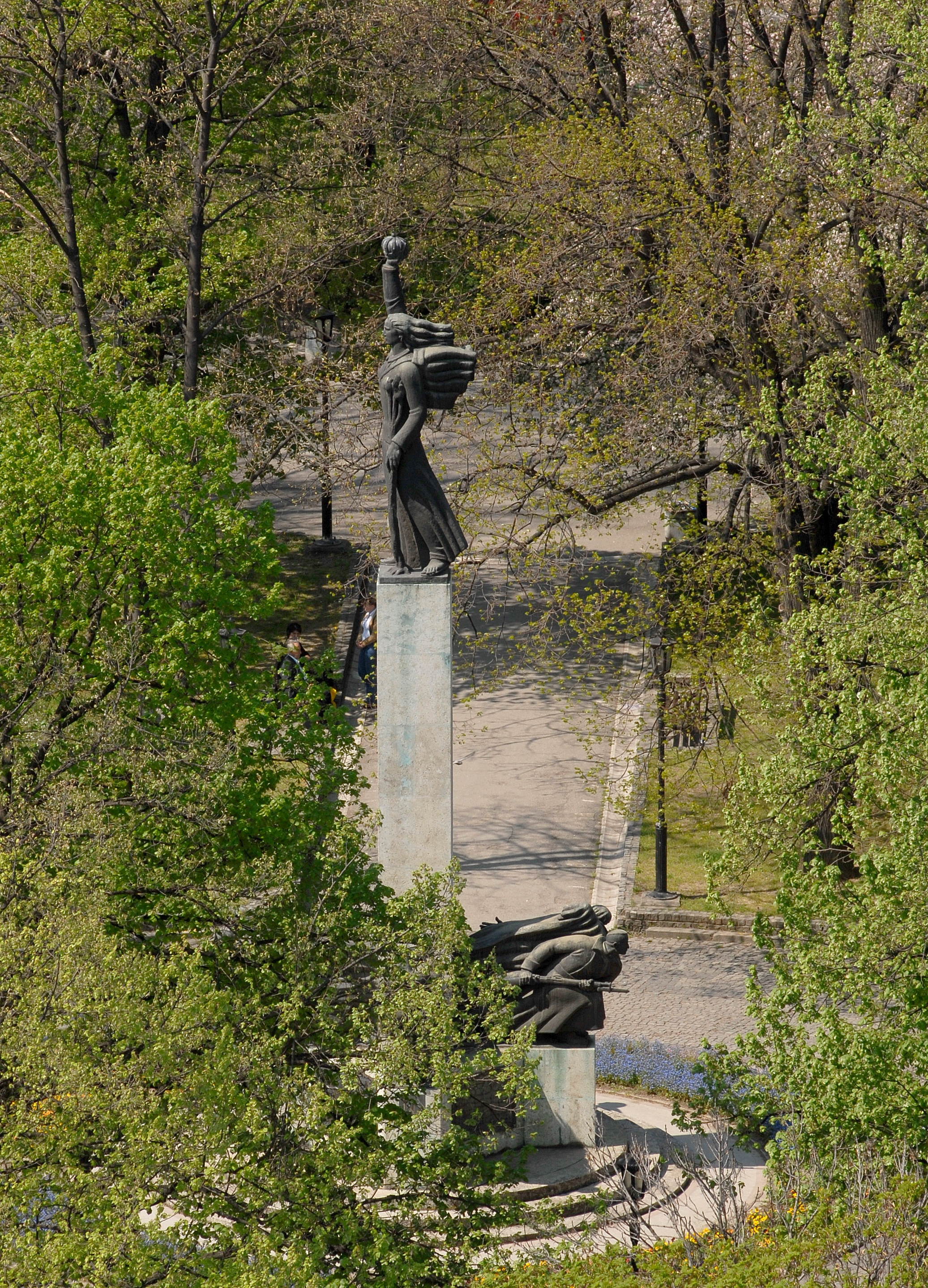
戦争犠牲者のモニュメント
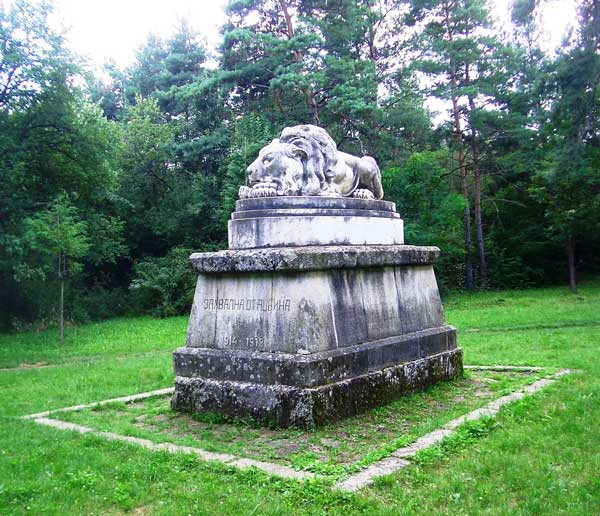
シュマリツェ公園にある第二次世界大戦のモニュメント
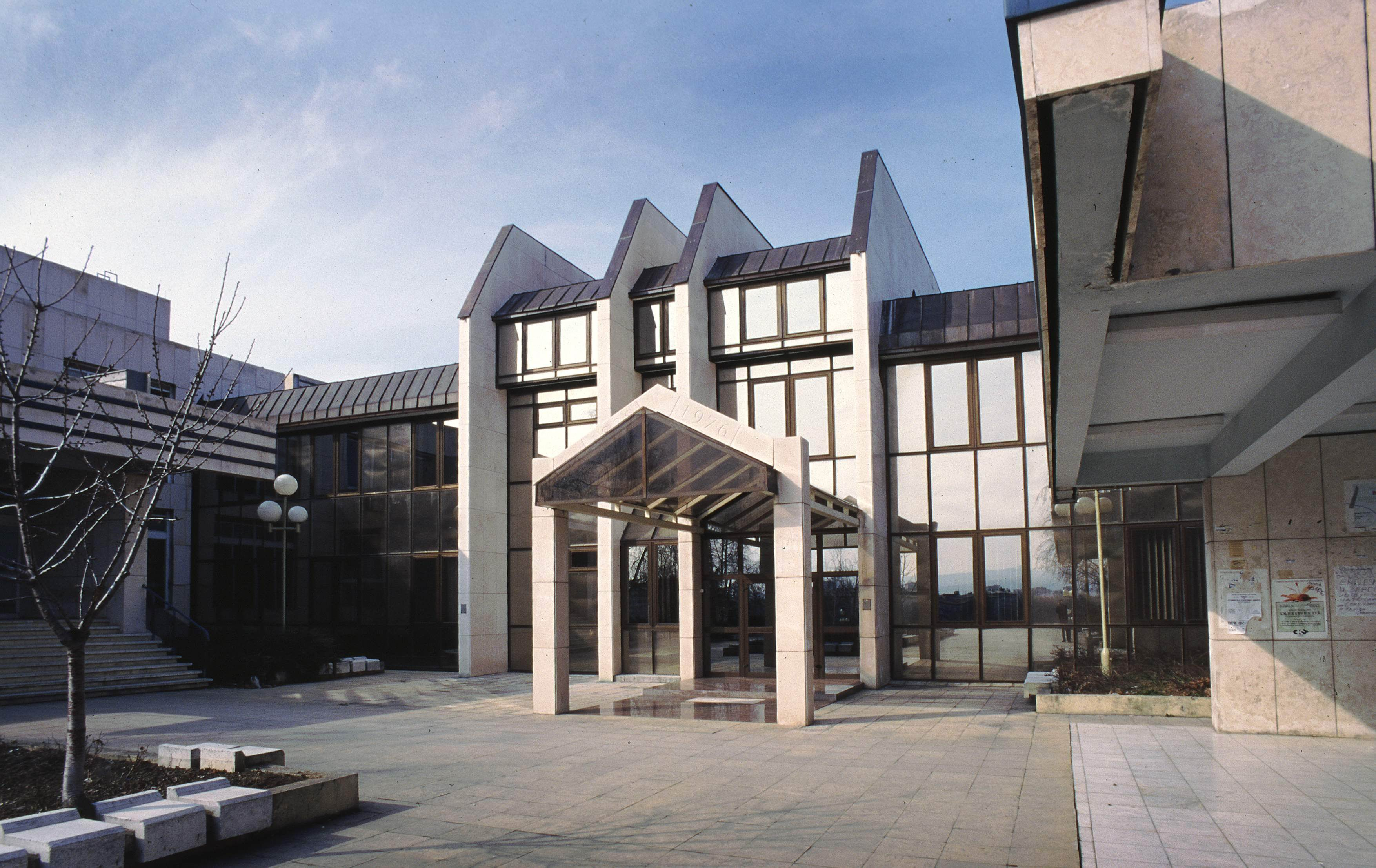
クラグイェヴァツ大学
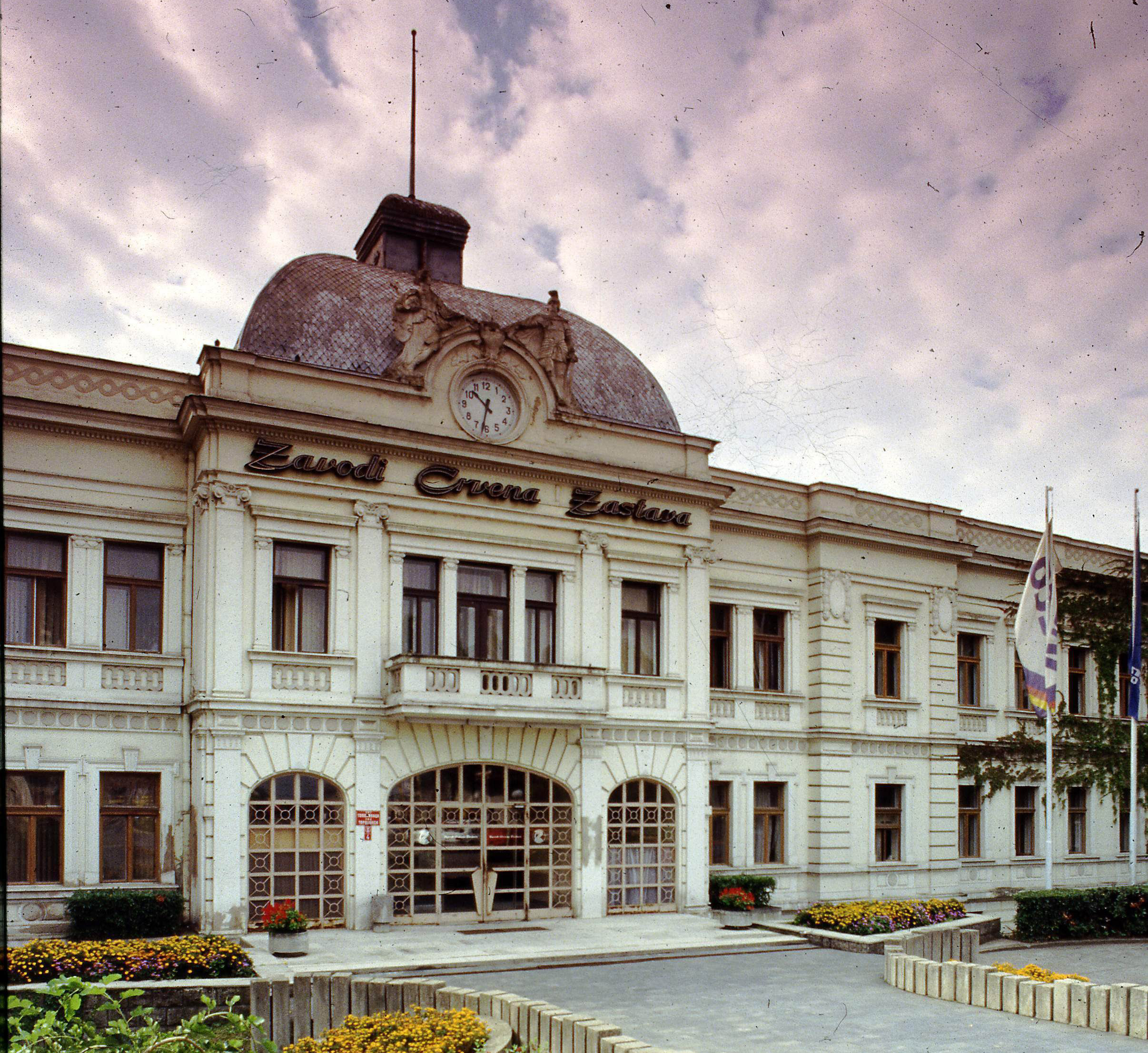
ザスタバの正門